# Jak Jones
Pour les articles homonymes, voir Jones.
Jak Jones, né le 29 juillet 1993 à Cwmbran au Pays de Galles, est un joueur gallois professionnel de snooker depuis 2010. Il n'a aucun lien de parenté avec le joueur gallois Jamie Jones.
Il devient professionnel en 2010 à l'âge de 16 ans, en remportant le championnat d'Europe dans la catégorie des moins de 19 ans à Malte. En 2022, il atteint sa première demi-finale en tournoi classé, lors de l'Open de Gibraltar.
En avril-mai 2024, Jones réalise l'une des plus grandes surprises de l'histoire du snooker, en ralliant la finale du championnat du monde de snooker en tant que 44e joueur mondial. Il y est battu par Kyren Wilson.
Jones réalise le premier break maximum de sa carrière lors du championnat de la ligue 2025.

## Carrière
Vainqueur du championnat d'Europe dans la catégorie des moins de 19 ans, il fait ses débuts en tant que joueur professionnel en 2010.
Jones obtient de nouveau sa place sur le circuit professionnel en 2013, terminant no 2 au classement mondial amateur et remportant l'Open d'Écosse dans cette catégorie. En 2016, il gagne le championnat d'Europe dans la catégorie amateur.
En 2018, Jak Jones renouvelle son statut de joueur professionnel grâce au tournoi de la Q School où il remporte cinq matchs. Au cours de la saison 2019-2020, il atteint à deux reprises les huitièmes de finale dans des tournois classés. Une première fois en début de saison, lors du Masters de Riga où il élimine successivement Ali Carter (4-1) et Michael Holt (4-3), et une deuxième fois au championnat international (dans la foulée du résultat précédent) où il signe une victoire sur le no 3 mondial Mark Williams (6-2).
C'est en octobre 2020 qu'il réalise l'un de ses meilleurs résultats dans un tournoi comptant pour le classement. Il se défait de Jack Lisowski et Matthew Stevens en manche décisive pour rejoindre les quarts de finale. C'est finalement John Higgins qui aura raison de lui. Début 2021, au Masters d'Allemagne, il va en huitième de finale, en éliminant au passage Kyren Wilson et Liang Wenbo.
À l'Open de Gibraltar 2022, Jones atteint la demi-finale d'un tournoi classé pour la première fois, battant des joueurs en forme comme Luca Brecel, Neil Robertson et Stuart Bingham. Néanmoins, il finit par perdre contre Robert Milkins.
En avril 2023, Jak Jones se qualifie pour la première fois de sa carrière pour le championnat du monde, après avoir notamment balayé l'ancien finaliste au dernier tour des qualifications : Barry Hawkins. Dans le tableau principal, le Gallois parvient d'abord à éliminer Ali Carter (10-6), pourtant en très grande forme. Au tour suivant, il réussit un nouvel exploit puisqu'éliminant Neil Robertson, champion du monde 2010. Malgré une bonne performance en quart de finale, il est battu par Mark Allen (13-10).

### Finaliste au championnat du monde (2024)
Après sa belle prestation l'année précédente, Jones se fait encore plus remarquer auprès du grand public en réalisant un parcours presque parfait au championnat du monde 2024. En qualifications, il élimine Zhou Yuelong, pourtant mieux classé que lui, 10 à 4. Dans le tableau principal, il domine d'abord la révélation de la saison, Zhang Anda, puis Si Jiahui (demi-finaliste de l'édition précédente), avant de surprendre le monde du snooker en se débarrassant de Judd Trump, pourtant annoncé parmi les favoris par les bookmakers,. En demi-finale du tournoi pour la deuxième fois de sa carrière, il met fin au rêve de second titre de champion du monde de Stuart Bingham, pourtant au mieux de sa forme, s'imposant sur le score de 17-12. En finale, il est absent des débats lors de la première session, avant de revenir et de s'accrocher,. Il finit néanmoins par subir la dure loi Kyren Wilson, auteur de quatre centuries, ainsi que de quelques coups de chance, lui permettant de s'imposer sur le score de 18-14. Il progresse au 14e rang mondial à l'issue du tournoi.

Lors de la saison 2024-2025, Jak Jones signe une performance difficilement égalable, réalisant un total de 32 centuries sur un seul tournoi ; le championnat de la ligue. Au passage, il accomplit son premier break maximal en carrière. En revanche, ses performances dans les tournois classés son moyennes.

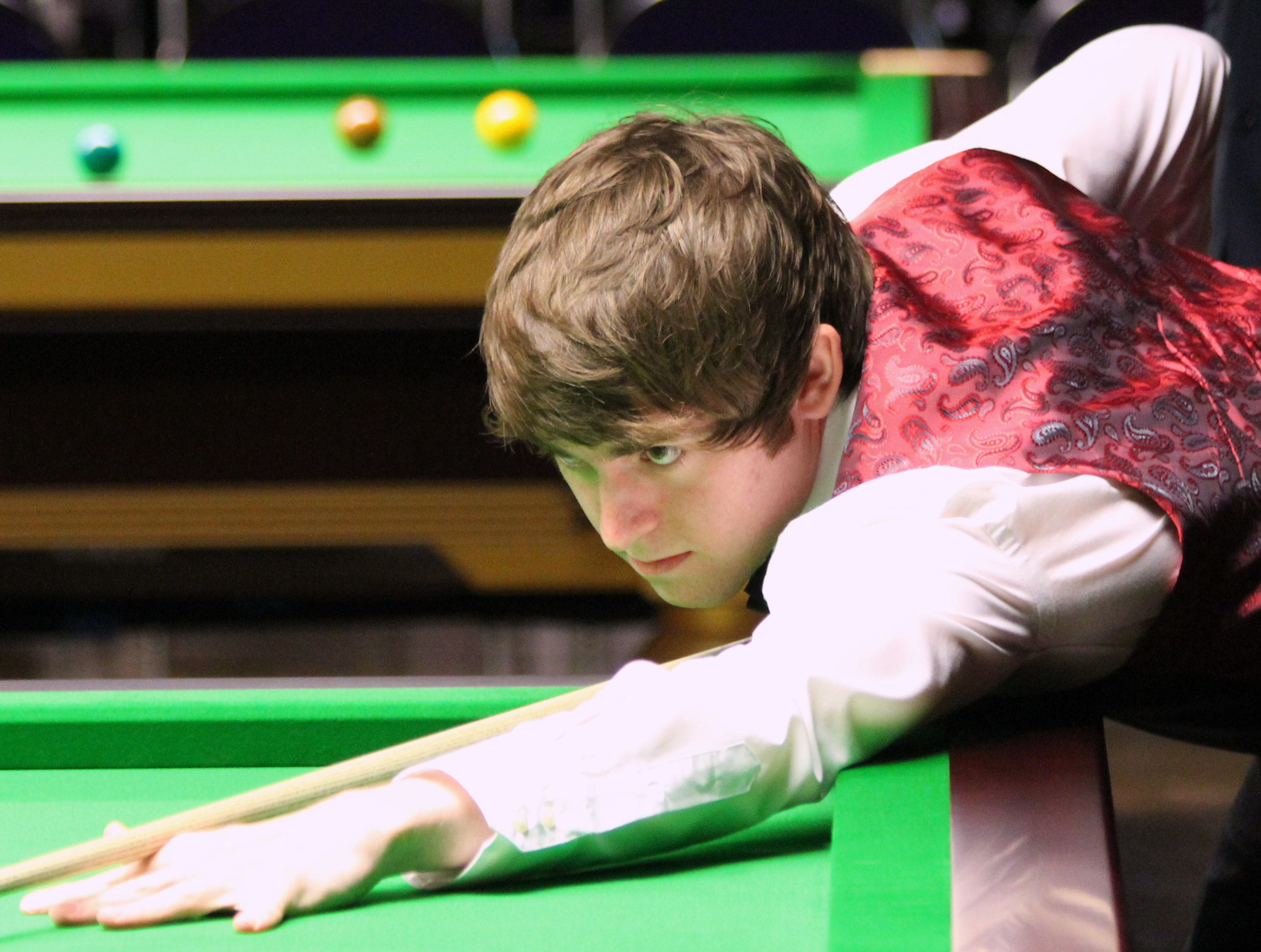
Jones en 2012.

## Palmarès
| Légende | Catégorie                      | Titres                         | Finales                        |
|         | Tournois classés               | 0                              | 1                              |
|         | Tournois non classés           | 0                              | 0                              |
|         | Tournois amateurs              | 2                              | 1                              |
| Gras    | Tournois de la triple couronne | Tournois de la triple couronne | Tournois de la triple couronne |

### Titres
| Saison | Nom du tournoi                                   | Lieu    | Finaliste      | Score | Tableau |
| 2010   | Championnat d'Europe amateur des moins de 19 ans | Qawra   | Anthony McGill | 6-4   |         |
| 2016   | Championnat d'Europe amateur                     | Wrocław | Jamie Clarke   | 7-4   |         |

### Finales
| Saison    | Nom du tournoi                             | Lieu      | Finaliste    | Score | Tableau |
| 2009-2010 | Séries internationales Pontins (épreuve 4) | Prestatyn | Jamie Jones  | 0-6   |         |
| 2023-2024 | Championnat du monde                       | Sheffield | Kyren Wilson | 14-18 | Tableau |